# Viaduc du boulevard Vincent-Auriol
Le viaduc du boulevard Vincent-Auriol est un viaduc ferroviaire français à Paris. Cet ouvrage d'art supporte une partie de la ligne 6 du métro de Paris dans le 13e arrondissement de Paris. Les stations Nationale, Chevaleret et Quai de la Gare y disposent d'arrêts aériens.

## Situation ferroviaire
Le viaduc occupe le terre-plein central du boulevard, entre le pont de Bercy et la place des Alpes, où la ligne redevient souterraine.

## Caractéristiques
Le viaduc est constitué d'une structure métallique s'appuyant sur des piliers qui supportent le tablier sur lequel reposent les voies du métro. À chaque station, les piliers sont décorés avec des guirlandes et des cornes d’abondance et sont frappés des armes de la Ville de Paris ou du globe terrestre.